# Даніель Жіллуа
Даніель Жіллуа (фр. Daniel Gillois, 5 лютого 1888 — 28 грудня 1959) — французький вершник.
Срібний призер Олімпійських Ігор 1936 року в командній виїздці.